# Tortuga pintada
La tortuga pintada (Chrysemis picta) és una espècie de tortuga de la família Emydidae i és l'única espècie del gènere Chrysemys. És comuna al sud del Canadà, als Estats Units i al nord de Mèxic. Està relacionada amb altres tortugues d'aigua com les Trachemys i les Pseudemys. Inclou quatre subespècies: la tortuga pintada de l'est, del sud, continental, i de l'oest. L'única subespècie de tortuga pintada que posseeix una franja de color a la seva esquena és la tortuga pintada del sud.

## Hàbitat
Aquesta tortuga viu en pous d'aigua, llacs, aiguamolls, i en rius amb cabals reduïts que tenen llits suaus i fangosos. La seva closca li ofereix certa protecció contra els depredadors.

## Morfologia
Els exemplars més grans arriben a tenir closques d'uns 27 cm de diàmetre. La pell d'un exemplar adult de tortuga pintada, a la zona del cap, coll, potes, cua i les vores de la closca té un disseny de ratlles vermelles i grogues que dona l'aparença d'haver estat pintat a mà. Segons la subespècie el plastró, pot ser d'un to groguenc o ataronjat-groguenc, principalment groc amb una certa coloració fosca al centre, o pot tenir un disseny en colors groc, ataronjat i gris fosc. El to base de la pell de la tortuga pintada varia del verd oliva al negre.

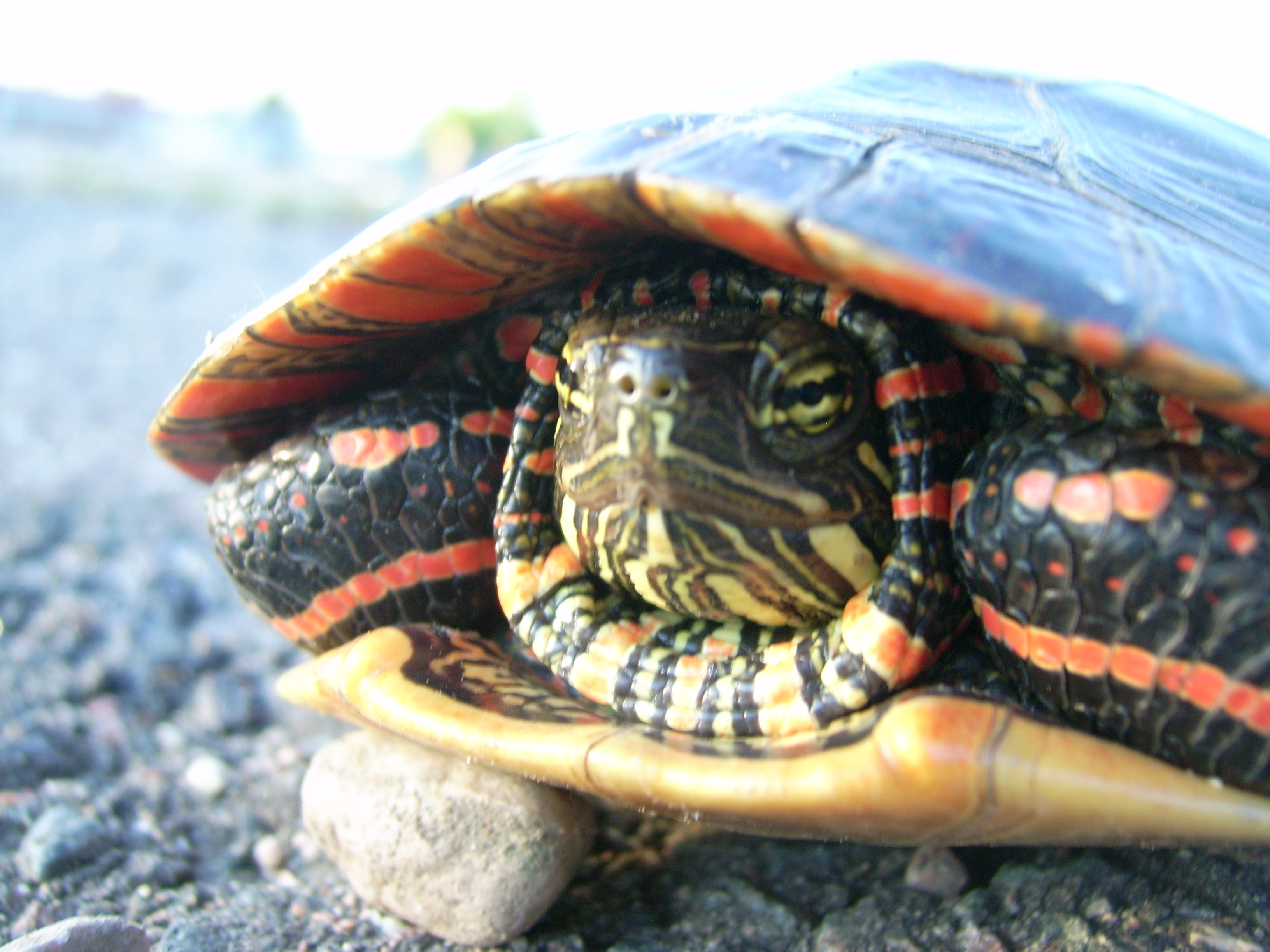
En posició defensiva.
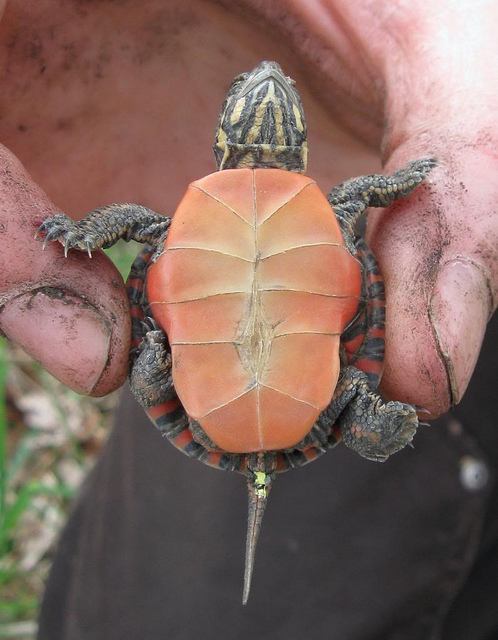
Cria.